# Duddington-with-Fineshade
Duddington-with-Fineshade är en civil parish i Storbritannien.   Den ligger i grevskapet Northamptonshire och riksdelen England, i den sydöstra delen av landet, 120 km norr om huvudstaden London.